# Altenkunstadt
Altenkunstadt er en kommune ved Obermain i Landkreis Lichtenfels regierungsbezirk Oberfranken i den tyske delstat Bayern.

## Geografi
Altenkunstadt ligger i Region Oberfranken-West ved floden Main.

### Inddeling
Ud over Altenkunstadt, er der i kommunen disse landsbyer og bebyggelser Baiersdorf, Burkheim, Maineck, Pfaffendorf, Prügel, Röhrig, Spiesberg,
Strössendorf, Tauschendorf, Woffendorf, Zeublitz.

## Historie
Altenkunstadt hørte til Højstift Bamberg, og fra Reichsdeputationshauptschluss i 1803 blev den en del af Bayern.